# 关王庙乡 (驻马店市)
关王庙乡，是中华人民共和国河南省驻马店市驿城区下辖的一个乡镇级行政单位。

## 行政区划
关王庙乡下辖以下地区：
关王庙村、孙吴庄村、熊楼村、何庄村、荒坡陆村、杨楼村、洪堂村、杨桥村、杜庄村、余庄村和吴楼村。